# Abû al-Hasan ‘Alî ibn Ahmad al-Wâhidî an-Nîsâbûrî
Hasan ‘Alî ibn Ahmad al-Wâhidî an-Nîsâbûrî (1008–1075) war der Sohn eines Kaufmanns aus Sâwa, nördlich der jemenitischen Hauptstadt Sana’a.

## Biografie
Al-Wâhidî zeichnete sich durch eine freimütige Kritik an älteren Gelehrten aus und stand damit bei dem Großwesir Nizâm al-Mulk (1018–1092) in hohem Ansehen. Er starb im Alter von 67 Jahren. In erster Linie war er ein Sammler von Überlieferungen und als sein bekanntestes und oft zitiertes Werk gilt das Buch der Anlässe der Offenbarung des Qur’ân (»kitâb asbâb an-nuzûl al-Qur’ân«), in dem er die Auslegung einiger Verse und Suren des Qur’ân versucht.

## Über »asbâb an-nuzûl«

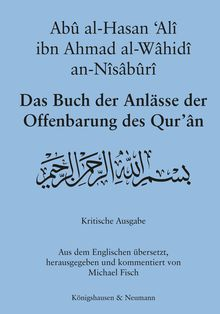
Deutsche Ausgabe des asbâb an-nuzûl

Mit »asbâb an-nuzûl« werden die Gründe für das Herabkommen qur’ânischer Offenbarungen beschrieben. Es geht im Detail darum, die besonderen Ereignisse, Situationen und Umstände, die unmittelbar eine Offenbarung von Allâh nach sich zogen, zu erklären und kommentieren. Al-Wâhidî sieht in der genauen Kenntnis des Grundes der Hinabsendung das entscheidende Kriterium für das Erfassen und Verstehen der wahren Bedeutung eines Verses des Qur’ân. In der Einleitung zu diesem Buch besteht der Autor darauf, dass es nicht möglich ist, die Erläuterung und Erklärung eines Verses des Qur’ân zu kennen, ohne Kenntnis von dem Anlass seiner Offenbarung und seiner damit stets besonderen Geschichte zu besitzen.
Das Wort »asbâb« ist der Plural von »sabab«, was so viel wie Anlass, Grund, Motiv oder Ursache bedeutet. Das Wort »nuzûl« drückt eine Bedeutung wie Absteigen oder Herabsteigen aus. Die beiden Begriffe »inzâl« und »tanzîl« werden aus der gleichen Wurzel abgeleitet und beschreiben mit »inzâl« die pauschale Hinabsendung und mit »tanzîl« die stückweise Hinabsendung. Mit »asbâb an-nuzûl« werden die Gründe für das Herabkommen qur’ânischer Offenbarungen beschrieben. Das Wortpaar »sabab an-nuzûl« bezeichnet eine Begebenheit während der Prophetie des von Allâh an die Gläubigen gesandten Muhammad oder eine an ihn gerichtete Fragestellung, welche die Herabsendung einer qur’ânischen Offenbarung veranlasste. Es geht im Detail darum, die besonderen Ereignisse, Situationen und Umstände, die unmittelbar eine Offenbarung von Allâh nach sich zogen, zu erklären und kommentieren.